# Phoenix (БПЛА)
Phoenix — оперативно-тактический разведывательный БПЛА.

## Описание
БПЛА изготовлен из композитных материалов и имеет модульную конструкцию.
Phoenix обладает малой визуальной, радиолокационной, инфракрасной и акустической заметностью. Хранение и транспортировка осуществляются в разобранном виде в контейнерах. Оснащён: тепловизионная камера, имеющая ИК-приемник SPRITE (Signal Processing in the Element) с полем зрения 60 — 40° (работает в диапазоне волн 8-14 мкм); телеобъектив с переменным фокусным расстоянием и увеличением от 2,5 до 10 раз; 16-разрядный процессор; автоматически переключаемые передняя и задняя антенны передачи данных. Жизненный цикл БЛА 15 лет. Посадка осуществляется с помощью парашюта.
БПЛА может использоваться для корректировки артиллерийского огня при использовании комплекса целеуказания BATES (Battlefield Artillery Target Engagement System).

## ЛТХ
- Размах крыла, м 4.20
- Длина самолета, м 3.40
- Высота, м 0.86
- Масса, кг 140
- Тип двигателя 1 ПД
- Мощность, л.с. 1 х 25
- Максимальная скорость, км/ч 185
- Крейсерская скорость, км/ч 110—155
- Радиус действия, км 50
- Продолжительность полета, ч 4
- Практический потолок, м 12750
- Полезная нагрузка: 45 кг разведывательной аппаратуры

## Страны-эксплуатанты
- Великобритания - снят с вооружения в 2006 году.
- Нидерланды - был принят на вооружение сухопутных войск.

## Боевое применение
- применялся в ходе операции НАТО "Allied Force" в Югославии (при этом, было потеряно два БПЛА "Phoenix")[1], в дальнейшем, c 1999 года применялся на территории Косово и Македонии британским контингентом KFOR[2][3]. Всего в Югославии были потеряны 14 БПЛА "Phoenix" британского контингента[4].
- война в Ираке - применялся британским контингентом с 2003 года, первый БПЛА этого типа был сбит 26 марта 2003 года в ходе вторжения коалиционных сил в Ирак[5], только до конца 2003 года здесь было потеряно 23 БПЛА "Phoenix"[6]

## Музейные экземпляры

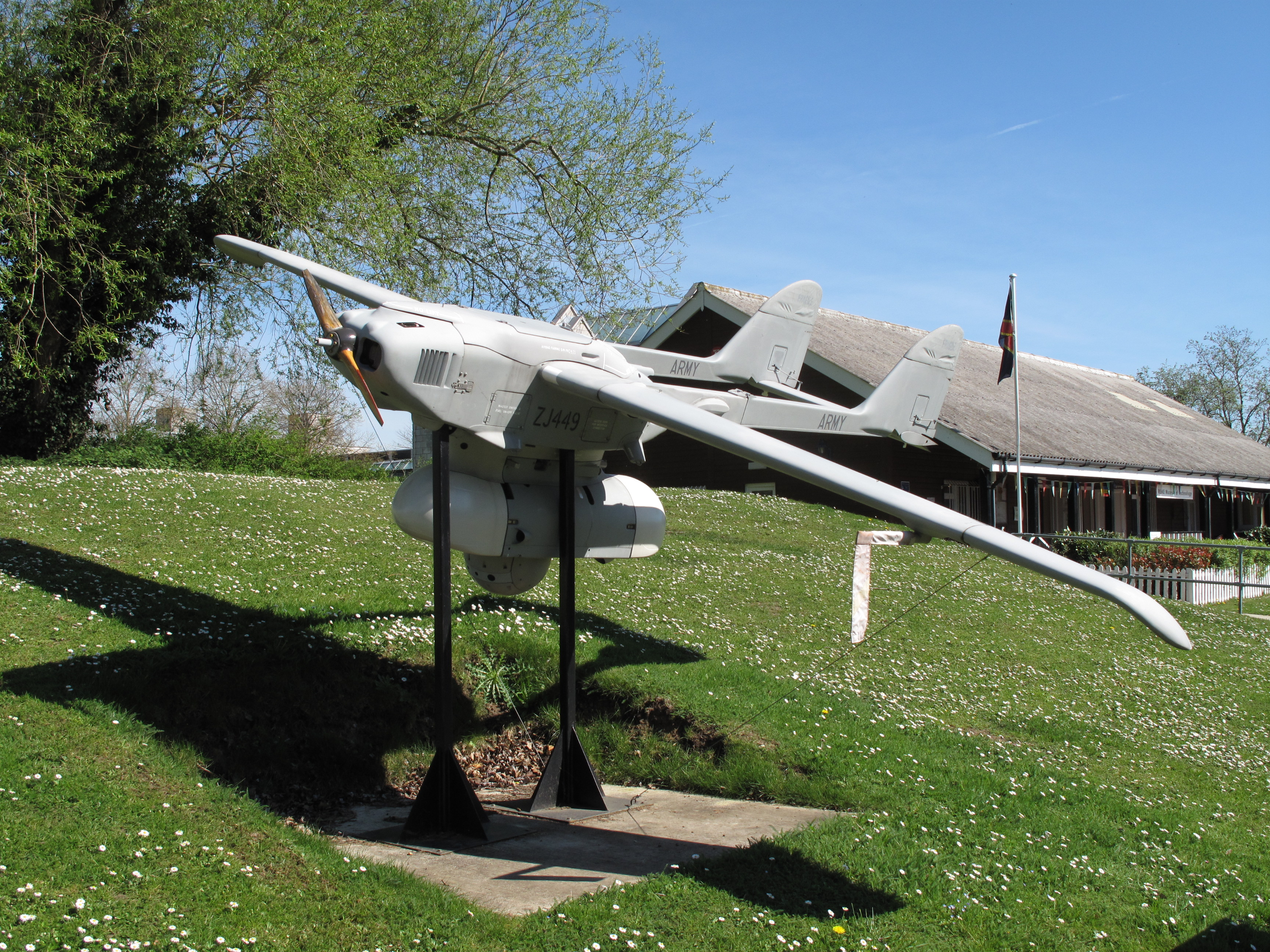
Phoenix в музее "REME Museum of Technology" (Рединг, Англия)

Один БПЛА находится в экспозиции музея "REME Museum of Technology" в городе Рединг.